# Australian Bulldog
L'Australian Bulldog, initialement appelé Aussie Bulldog, est une race de chiens créée en Australie. La sélection a débuté dans les années 1990 par des éleveurs voulant obtenir un chien ayant l'apparence du bulldog anglais, sans les problèmes de santé inhérents à cette race. 